# Patricia Mercado
Dora Patricia Mercado Castro (Ciudad Obregón, Sonora, 21 de octubre de 1957) es una política y economista mexicana, miembro del partido Movimiento Ciudadano. Fue militante del Partido Alternativa Socialdemócrata, del cual fue presidente y candidata a la presidencia de México y al que renunció el 22 de septiembre de 2008. Fungió como Secretaria del Trabajo y Fomento al Empleo y Secretaria de Gobierno de la Ciudad de México durante la jefatura de Miguel Ángel Mancera (2014-2018).

## Trayectoria política
Es licenciada en Economía por la Universidad Nacional Autónoma de México.
A finales de la década de los setenta, mientras cursaba su licenciatura en la Ciudad de México, entró en contacto con el extinto Partido Revolucionario de los Trabajadores. Se incorporó a las Organizaciones No Gubernamentales durante el sismo de 1985 en la Ciudad de México; formando parte de grupos como Mujeres Trabajadoras Unidas, A.C., y Mujeres en Acción Sindical (MAS): organizaciones que abogaban por derechos sindicales para las mujeres afectadas por el terremoto.

### Candidata a la presidencia
Participó en la elección interna para la candidatura presidencial de Democracia Social, que ganó Gilberto Rincón Gallardo. Tras la elección del 2000 y la pérdida del registro de Democracia Social, comenzó la formación del partido México Posible, entre algunos de los miembros del extinto partido y la Agrupación Política Nacional Feminista Diversa. Una vez que México Posible obtuvo su registro, fue su presidente entre 2002 y 2003. Este partido colocó en la agenda pública temas como la equidad de géneros, la violencia intrafamiliar e, inclusive, causas de la izquierda moderna pocas veces tocadas en México como la despenalización del aborto, de la marihuana o las uniones entre personas del mismo sexo. Sin embargo, aunque solo por un estrecho margen, el partido México Posible tampoco logró obtener su refrendo en las elecciones federales de 2003.
Posteriormente, Mercado se unió al esfuerzo por construir el Partido Alternativa Socialdemócrata y Campesina, el cual obtuvo su registro en enero de 2005. Fungió como su primera presidente hasta renunciar el 20 de agosto del mismo año para registrar su candidatura a la presidencia de la república para las elecciones federales de julio del año 2006. En la contienda electoral del 2 de julio de 2006, Patricia Mercado obtuvo 1,128,850 votos (2.70% del total), mismos que le valieron para mantener el registro de su partido. Con esta votación estableció un nuevo récord como la mujer candidata a la Presidencia de México, con mayor votación en la historia del país; superando los poco más de 970,000 votos que obtuvo la candidata del Partido del Trabajo, Cecilia Soto en 1994. Sin embargo, en 2012 Josefina Vázquez Mota, candidata presidencial del Partido Acción Nacional, superó su récord obteniendo más de 12 millones de votos en la contienda electoral de ese año.
Después de la contienda electoral presidencial de 2006, Patricia Mercado asumió la presidencia de la Fundación Voz Alternativa A.C., órgano consultivo del Partido Alternativa Socialdemócrata. Desde esta fundación, intentó recuperar la dirección de su Partido. Sin embargo, Mercado perdió ante Alberto Begné y el grupo de la Nueva Mayoría decidió el cambio de nombre del Partido Alternativa Socialdemócrata por Partido Socialdemócrata (PSD).

### Gobierno de la CDMX
Para 2014, fue designada como Secretaria de Trabajo en el Distrito Federal.
En julio de 2015, fue nombrada como Secretaria de Gobierno por Miguel Ángel Mancera, jefe de Gobierno del entonces Distrito Federal, a fin de fomentar el diálogo con las demás fuerzas políticas locales en un escenario de pluralidad en la Asamblea Legislativa.

### Poder Legislativo
Entre 2018 y 2024 fue senadora por Lista Nacional por MC. Desde 2024 es diputada federal por representación proporcional.

## Controversia
En 2023 durante el evento Interacción con senadoras y senadores en el marco del Foro Global sobre Democracia Directa lloró por el despido de Edmundo Jacobo Molina, secretario ejecutivo del Instituto Nacional Electoral ya que fue cesado con la entrada en vigor de la reforma electoral impulsada por el presidente López Obrador.
Permítanme...porque no puedo dejar de decirlo, mandarle un saludo a Edmundo Jacobo que ha sido el secretario ejecutivo (del INE), un funcionario ejemplar en el Instituto Nacional Electoral", expresó la senadora, siendo interrumpida por el sentimiento... Perdón, no sé por qué me pasó, Edmundo Jacobo que ha tenido 15 años que ha sido muy importante y que hoy amanece despedido por estas nuevas reglas… perdón.
Posteriormente en redes sociales recibió críticas que la tacharon de hipócrita por defender a funcionarios y no llorar en casos de víctimas o de abusos de poder.